# Shine (альбом Edenbridge)
Shine — четвёртый студийный альбом австрийской симфо-пауэр-метал-группы Edenbridge, выпущен на лейбле Massacre Records 25 октября 2004 года.
Электронные гитары, бас-гитару и клавишные записывали в студии Farpoint Station Studio (Австрия), записью руководил Франк Питтерс (Frank Pitters). Акустическую гитару, скрипку, бузуки и саз записывали в студии Seagull Music Studio (Австрия) под руководством Гэндальфа (Gandalf). Запись ударных и всего вокала проводилась в House of Audio Studios (Германия), записью руководил Дэннис Вард (Dennis Ward).
Музыка в треке «What You Leave Behind» была заимствована из песни «The Show Must Go On» группы Queen.

## Список композиций
Слова и музыка всех песен — Арне Стокхаммер.
| №   | Название                   | Длительность |
| --- | -------------------------- | ------------ |
| 1.  | «Shine»                    | 8:30         |
| 2.  | «Move Along Home»          | 4:41         |
| 3.  | «Centennial Legend»        | 5:16         |
| 4.  | «Wild Chase»               | 5:32         |
| 5.  | «And The Road Goes On»     | 8:10         |
| 6.  | «What You Leave Behind»    | 4:41         |
| 7.  | «Elsewhere»                | 2:18         |
| 8.  | «October Sky»              | 5:11         |
| 9.  | «The Canterville Prophecy» | 1:49         |
| 10. | «The Canterville Ghost»    | 7:45         |

| №   | Название                      | Длительность |
| --- | ----------------------------- | ------------ |
| 11. | «On Sacred Ground» (в Европе) | 6:04         |
| 12. | «Anthem» (в Японии)           | 4:41         |

## Участники записи

### Основной состав
- Сабина Эдельсбахер — ведущий и бэк-вокал
- Арне Стокхаммер — гитара, акустическая гитара (6- и 12-струнная) бас-гитара, клавишные, саз, бузуки
- Андреас Айблер — гитара
- Роланд Навратил — ударные

### Приглашённые участники
- Дэннис Вард — бэк-вокал
- Астрид Стокхаммер — скрипка

### Производство
- Дэннис Вард — микширование
- Юрген Луски — мастеринг
- Томас Эверхард — обложка
- Майк Корен — идея обложки
- Александр Раузер — дизайн буклета